# Aquilegia dinarica
Aquilegia dinarica là một loài thực vật có hoa trong họ Mao lương. Loài này được Beck mô tả khoa học đầu tiên năm 1891.

## Hình ảnh

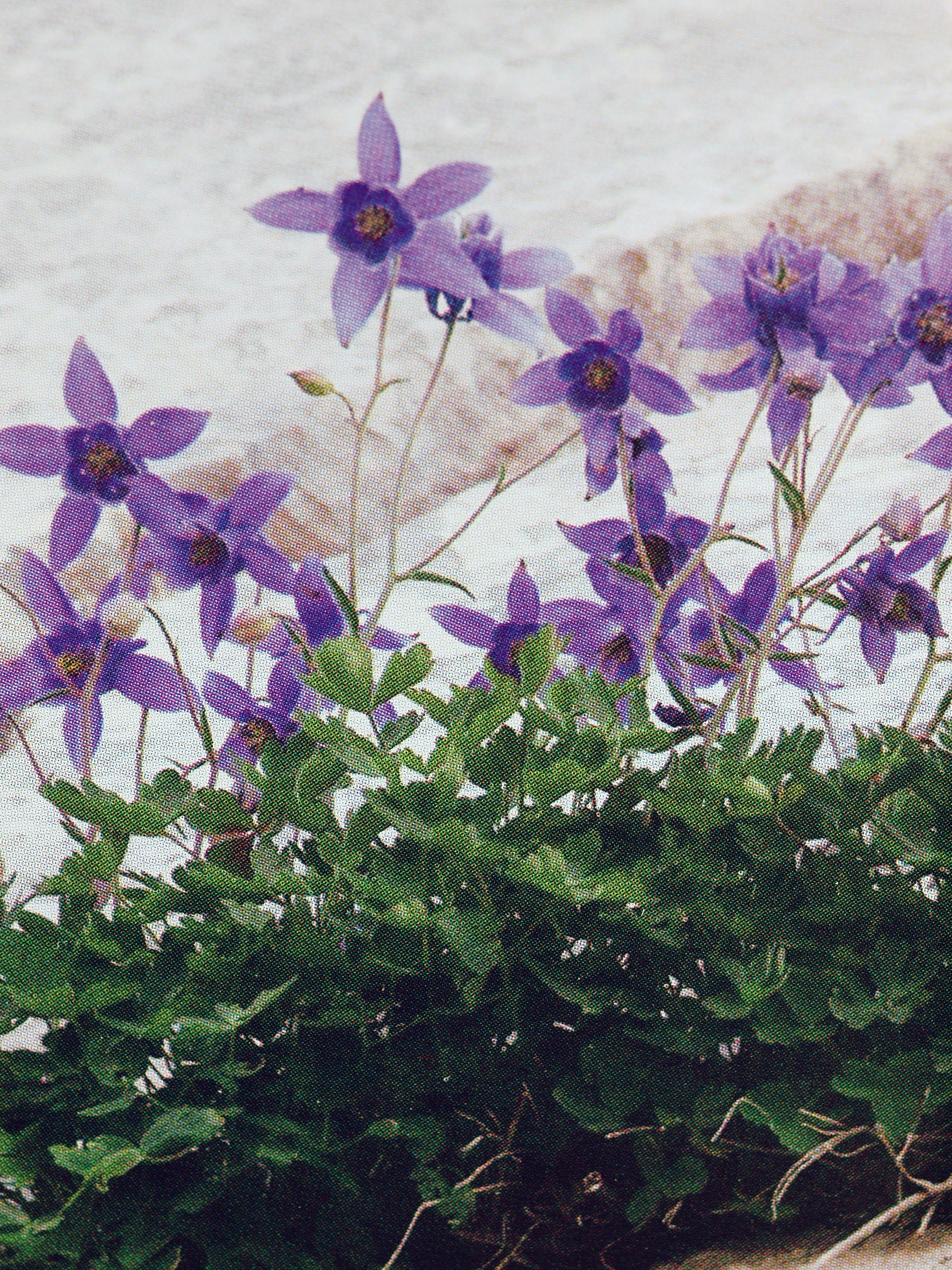
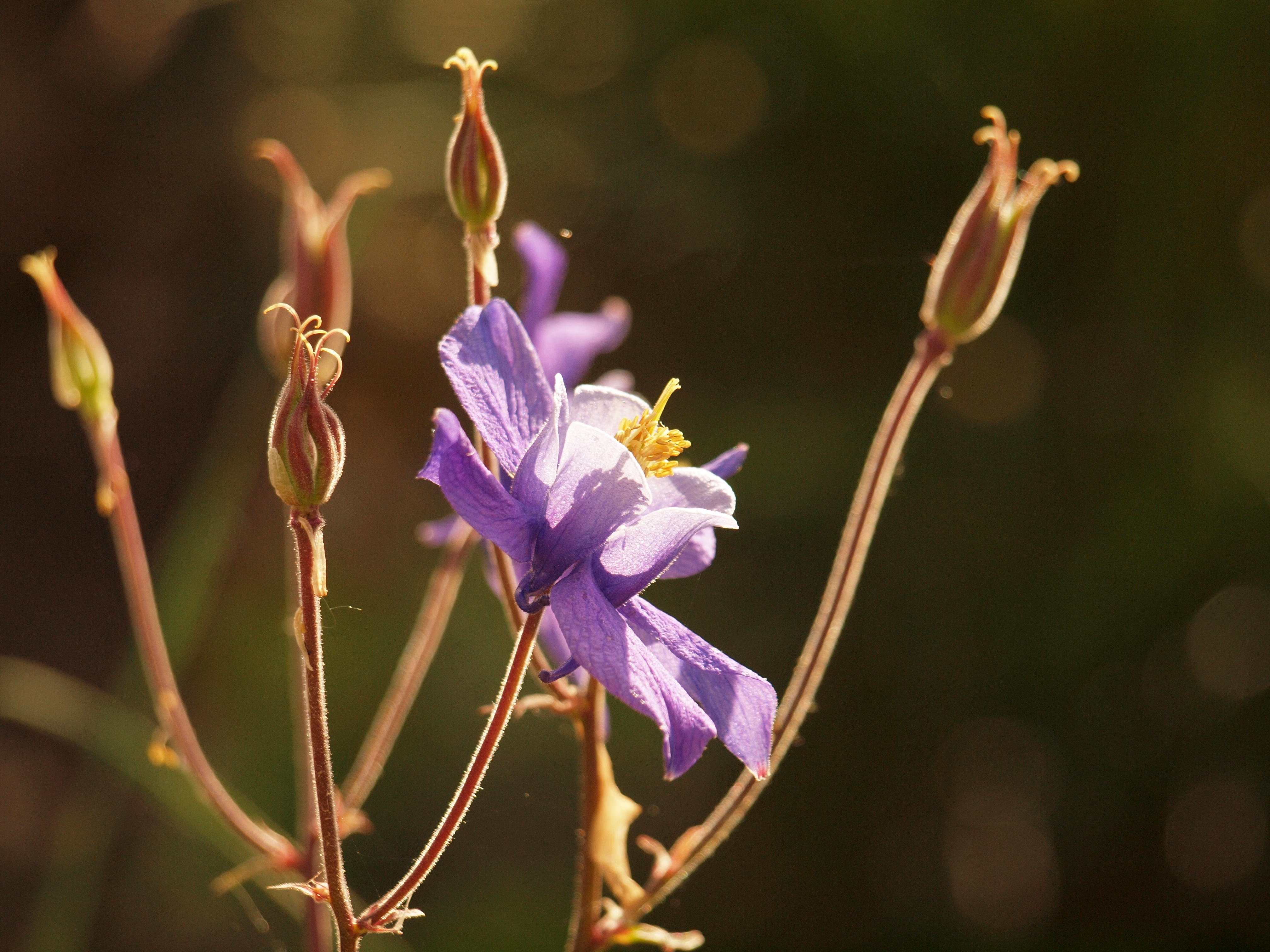
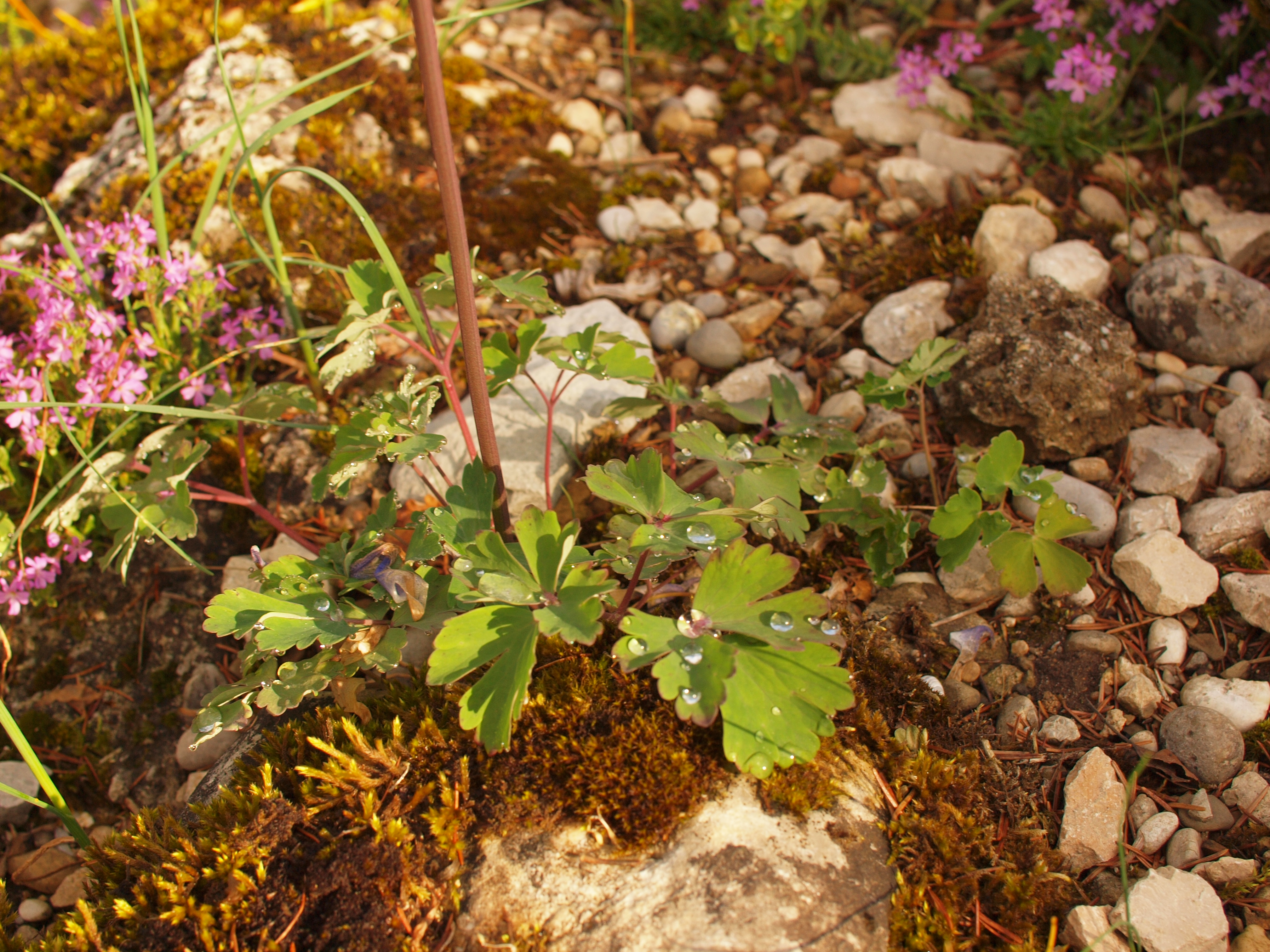
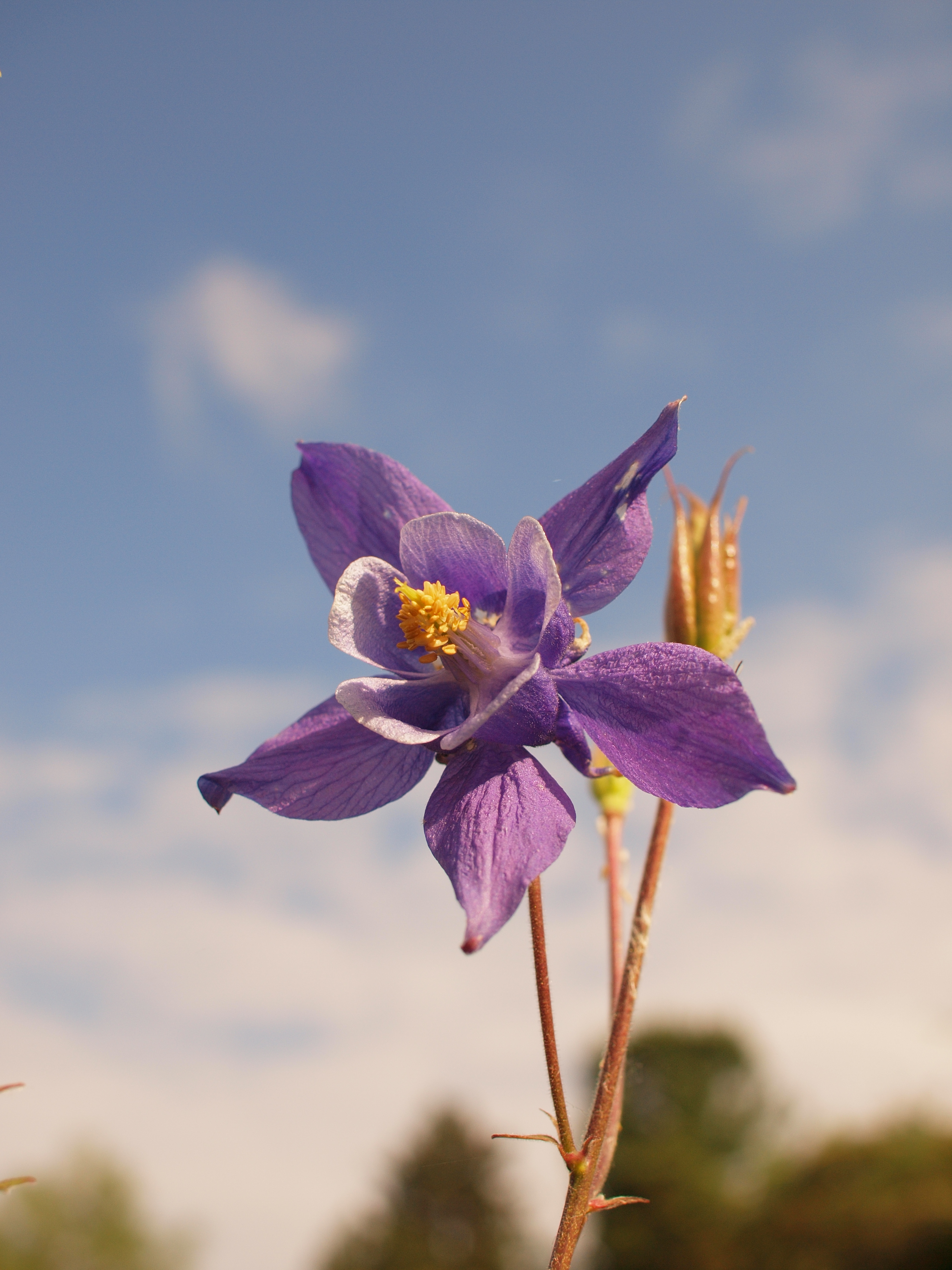